# کوبابا (الهه)
کوبابا الهه‌ای با منشا نامشخص  که در شمال سوریه باستان پرستش می‌شد.

## نام
تئونیم کوبابا به خط میخی به صورت dku-ba-ba یا dku-pa-pa نوشته می‌شد، گونه دوم در متن‌های هیتی گواهی شده است. کوبابات که گونه دیگری از این نام فرض می‌شود در متن‌های دوره آشوری باستان در کانش به دست آمده است. این گونه در خط میخی به صورت ku-ba-ba-at نوشته می‌شد.

## شخصیت و شمایل‌نگاری
اطلاعات کمی درباره شخصیت کوبابا وجود دارد. متن‌های آیینی هوری-هیتی اطلاعات کمی درباره نقش‌های او یا ویژگی‌های آیین او ارائه می‌دهند. منابع لووی به دست آمده در کارکمیشاو را خیرخواه توصیف می‌کنند.

## اساطیر
در چرخه کوماربی هوری که عمدتا از ترجمه‌های هیتی این متن شناخته می‌شود، او نقش کوچکی دارد. کوبابا در آهنگ لاما ظاهر می‌شود که در بخش اولیه چرخه قرار دارد و در مورد چالش میان تشوب و خدای حامی نامشخصی است. نام این خدا با سومروگرام LAMMA نوشته می‌شود. پس از آنکه لاما وظایف خود در جایگاه پادشاهِ به تازگی منصوب‌شدهٔ خدایان را نادیده می‌گیرد، کوبابا به او اصرار می‌کند تا به خداییان بزرگ مانند کوماربی و «خدایان پیشین» که در جهان زیرین مقیم هستند، توجه کند. به نظر می‌رسد که لاما از از توصیه او پیروی نمی‌کند و در نتیجه جایگاه خود را از دست می‌دهد. آلفونسو آرچی معتقد است که باید لاما را همتای کارهوها در نظر گرفت.